# 13739 Nancyworden
13739 Nancyworden este un asteroid din centura principală de asteroizi.

## Descriere
13739 Nancyworden este un asteroid din centura principală de asteroizi. A fost descoperit pe 16 septembrie 1998 la Caussols, în cadrul proiectului ODAS. Asteroidul prezintă o orbită caracterizată de o semiaxă mare de 3,01 ua, o excentricitate de 0,07 și o înclinație de 10,9° în raport cu ecliptica.